# Pruniers-en-Sologne
Pruniers-en-Sologne település Franciaországban, Loir-et-Cher megyében. Lakosainak száma 2281 fő (2022. január 1.). Pruniers-en-Sologne Billy, Gièvres, Gy-en-Sologne, Lassay-sur-Croisne, Mur-de-Sologne, Romorantin-Lanthenay, Selles-sur-Cher, Veilleins és Villefranche-sur-Cher községekkel határos.

## Népesség
A település népességének változása:
| Lakosok száma | 890  | 1556 | 1992 | 2305 | 2374 | 2424 | 2388 | 2319 | 2304 | 2281 |
|               | 1968 | 1982 | 1990 | 2006 | 2013 | 2015 | 2017 | 2019 | 2020 | 2022 |